# ATAC (企業)
ATAC（英語: Airborne Tactical Advantage Company）は、アメリカ合衆国のバージニア州ニューポートニューズに本社を置く企業。主に戦闘機による仮想敵業務の代行を行う航空民間軍事会社である。

## 概要
1994年の設立当初はVORTEX（ボーテックス）社と呼ばれており、2002年に現在の社名に改称した。また2016年にはテキストロンの傘下に入った。
1997年より米海軍との契約により仮想敵業務を開始。現在米海軍や米空軍、そして州空軍のための空対空、空対艦そして研究開発を目的とした航空業務を請け負っている。
ファロン海軍航空基地のトップガンへも恒常的に戦闘機を派遣して訓練内容の充実に貢献しており、また米軍だけではなく、その他同盟国からも依頼があれば業務を請け負う用意はあるようである。
ATACでは戦術機での1,000時間以上の飛行経験をパイロットの採用条件としており、在籍する約20名のパイロットは全員が空軍や海軍航空部隊の出身である。約25名が在籍する整備員も大半が軍籍経験者である。

## 保有機材
現保有機
- F-21 クフィル
- ホーカー・ハンターF.58
- L-39 アルバトロス
- ミラージュF1

1995年、サーブ RF-35 ドラケン2機を購入した。
2003年、ハンターアビエーション社からハンターF.58をリースした。
2005年、クフィルC.2を購入した。同社では「F-21」と称しているが、アメリカ海軍が運用したF-21A（クフィルC.1）とは別機である。
2008年、A-4L LLC社からA-4C/Lのリースを開始した。このリースは2010年まで継続されたのち、L-39ZAに代替された。
2017年、フランス空軍を退役したミラージュF1 63機を購入した。2018年、フォートワースのアライアンス空港にエクセレンス仮想敵センターを設置し、2019年よりミラージュF1の運用を開始した。ロッキード・マーティン社の工場に近いこともあり、2022年からはF-35の試験飛行への随行ミッションも受注している。
クフィルは主にDACT（異機種間戦闘訓練）における敵役機を、ハンターは電子戦環境や艦艇へのミサイル攻撃の演出を主に担当する。ALQ-167ジャミングポッドやTACTS/ACMIポッドを用い、効率的な訓練を行っている。一方で、保有機材は第2～第3世代にあたる非米国製の旧世代機を主力としており、とくにクフィルなどはネジ一本に至るまで開発国のイスラエルから調達しなければならないなど、部品調達などに難儀しているようである。
ハンターは日本国内の米軍基地にも度々飛来しているが、フライトプランは契約先の米軍経由で出されており、日本での運航も米軍機に準じた扱いになっている。